# 3rdEye
3rdEye（サードアイ）は日本のアダルトゲームブランド。元XERO所属のNK (KEN-ZO) 氏を中心に設立された。

## 歴史
- 2010年8月3日　公式ホームページ設立。
- 2010年10月8日 『BLOODY†RONDO』公式サイトグランドオープン。
- 2011年1月28日 - 処女作『BLOODY†RONDO』を発売。
- 2012年2月24日 - 『死神のテスタメント〜menuet of epistula〜』発売。
- 2012年4月 - 榊MAKI氏退社。
- 2013年6月28日 - 『幻創のイデア〜Oratorio_Phantasm_Historia〜』発売
- 2014年11月19日 - 『ソーサリージョーカーズ』公式サイトグランドオープン。

## 作品一覧
- 2011年1月28日 - BLOODY†RONDO
- 2012年2月24日 - 死神のテスタメント〜menuet of epistula〜
- 2013年6月28日 - 幻創のイデア〜Oratorio Phantasm Historia〜
- 2015年7月24日 - ソーサリージョーカーズ
- 2019年10月25日 - レイルロアの略奪者